# Кинтана, Луис
Луис Фернандо Кинтана Вега (исп. Luis Fernando Quintana Vega; 3 февраля 1992, Мехико, Мексика) — мексиканский футболист, защитник клуба УНАМ Пумас.

## Клубная карьера
Кинтана — воспитанник клуба УНАМ Пумас. 26 июля 2012 года в поединке Кубка Мексики против «Селая» Луис дебютировал за основной составе «пум». 6 мая 2013 года в матче против «Атланте» он дебютировал в мексиканской Примере. 8 ноября 2015 года в поединке против «Керетаро» Луис забил свой первый гол за УНАМ Пумас. 4 августа 2016 года в матче Лиги чемпионов КОНКАКАФ против тринидадского «Ви Коннекшон» он забил гол.